# Betbezer-d’Armagnac
Betbezer-d’Armagnac ist eine französische Gemeinde mit 133 Einwohnern (Stand 1. Januar 2022) im Département Landes in der Region Nouvelle-Aquitaine (vor 2016: Aquitanien). Sie gehört zum Arrondissement Mont-de-Marsan und zum Kanton Haute Lande Armagnac.
Der Name in der gascognischen Sprache lautet Bèthvéser. Er könnte vom gascognischen Wort bèlevéser´(deutsch Ort mit schöner Aussicht) oder aus dem gascognischen bèth bése (deutsch schönes Aussehen) abgeleitet sein.
Die Einwohner werden Betbezois und Betbezoises genannt.

## Geographie
Betbezer-d’Armagnac liegt ca. 50 Kilometer ostnordöstlich von Mont-de-Marsan im Landstrich Gabardan in der historischen Region Armagnac am nordöstlichen Rand des Départements.
Umgeben wird Betbezer-d’Armagnac von den Nachbargemeinden:
| Saint-Justin         |                                             | Saint-Julien-d’Armagnac |
|                      | Kompassrose, die auf Nachbargemeinden zeigt | Lagrange                |
| Labastide-d’Armagnac |                                             | Mauvezin-d’Armagnac     |

Betbezer-d’Armagnac liegt im Einzugsgebiet des Flusses Adour.
Die Douze, hier auch Doulouze genannt, durchquert das Gebiet der Gemeinde ebenso wie ihre Nebenflüsse, der Ruisseau de Joutan und der Ruisseau de Lapouchette.

## Geschichte
Arnaud Guilhem de Malvin, Grundherr von Juliac, errichtete im Jahr 1290 die erste, heute zerstörte Kirche in Betbezer. Nachdem Guillaume de Mauvezin die Vicomté von Juliac unter dem Schutz englischen König Eduard II. gestellt hatte, wurde 1325 beschlossen, eine Bastide zu errichten, die heute nicht mehr besteht. Der Gabardan, in dem die Gemeinde liegt, war vom 12. Jahrhundert bis zum Jahre 1453, dem Ende des Hundertjährigen Krieges, ein ständiger Schauplatz von Auseinandersetzungen zwischen englischen und französischen Truppen. Im 14. und im 15. Jahrhundert kämpften die Pardaillans, Vicomtes von Juliac, gegen die englische Besetzung. Zu Beginn der Neuzeit erschütterten schließlich die Hugenottenkriege und die Auseinandersetzungen der Fronde die Region. 1562 wurde das Schloss Beroy, Sitz der Vicomtes von Juliac, niedergebrannt. Das 17. und das 18. Jahrhundert waren geprägt von der Familie Pujolé, Vicomtes von Juliac. Joseph-Marie Pujolé nahm am 11. Mai 1745 an der Schlacht bei Fontenoy teil. Er verstarb allerdings später bei einem Streit mit dem Grundherrn von Losse. Die Familie Pujolé floh während der Französischen Revolution nach England, und ihr Besitz wurde als Nationalgut verkauft. Die Produktion von Armagnac und der Anbau von Kiefern bewirkte im 19. Jahrhundert einen wirtschaftlichen Aufschwung der Gemeinde. Sie erwarb mit einigen anderen Gemeinden des Gabardan zu Beginn des 20. Jahrhunderts das Recht, den Weinbrand offiziell „Armagnac“ zu nennen.

### Einwohnerentwicklung
Nach Beginn der Aufzeichnungen stieg die Einwohnerzahl bis zur Mitte des 19. Jahrhunderts auf Höchststände von rund 410. In der Folgezeit sank die Größe der Gemeinde bei kurzen Erholungsphasen bis zur Jahrtausendwende auf rund 105 Einwohner, bevor eine moderate Wachstumsphase einsetzte, die heute noch andauert.
| Jahr      | 1962 | 1968 | 1975 | 1982 | 1990 | 1999 | 2006 | 2010 | 2022 |
| --------- | ---- | ---- | ---- | ---- | ---- | ---- | ---- | ---- | ---- |
| Einwohner | 178  | 153  | 170  | 155  | 135  | 106  | 134  | 141  | 133  |

## Sehenswürdigkeiten

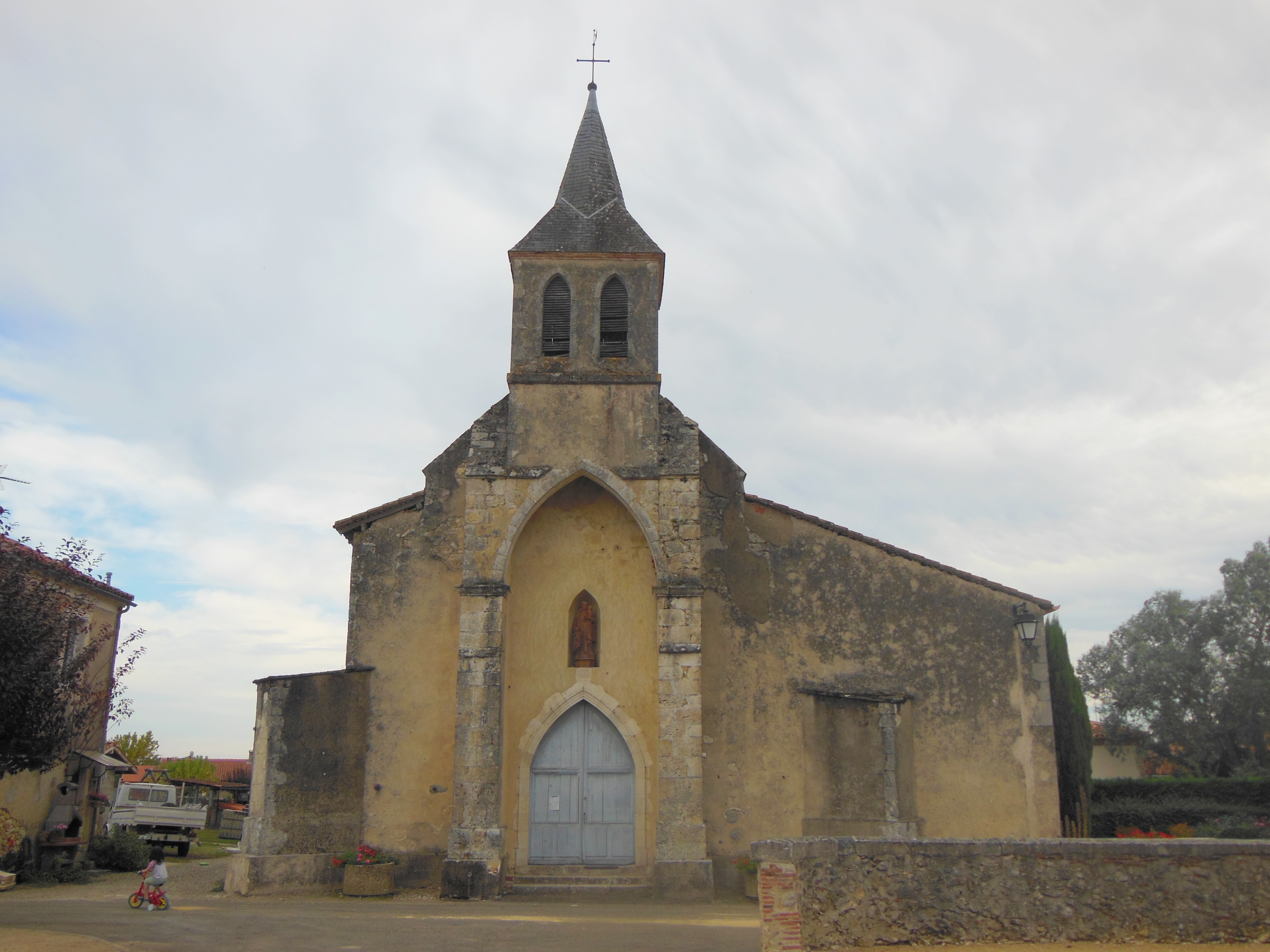
Pfarrkirche Saint-Pierre-aux-Liens

- Pfarrkirche, gewidmet Sankt Peter in Ketten aus der Apostelgeschichte des Lukas. Von der ersten, im 13. Jahrhundert gebauten Kirche ist nichts übrig geblieben. Es fand vermutlich ein vollständiger Neubau im Laufe des 15. oder zu Beginn des 16. Jahrhunderts statt. Der Bau fand zumindest unter Mitwirkung des Vicomtes von Juliac statt, dessen Familie ihre Grabstätte im Chor der Kirche besaß. Eine Grabplatte des 19. Jahrhunderts weist heute auf die Stelle hin. 1569 wurde die Kirche von protestantischen Truppen geplündert und beschädigt, die auch einen Teil des Dorfes in Brand setzten. Als Auswirkung stürzte das Gewölbe des Langhauses ein. Die einzige bedeutende Umgestaltung fand 1853 mit dem Bau des westlichen Gebäudeteils und des Glockenturms statt, wie die Jahreszahl auf einer Tafel über dem Eingang attestiert. Zwei massive Strebepfeiler, die sich zu einem großen Spitzbogen vereinigen, stützen die Westfassade. Das Langhaus verbindet sich mit dem viereckigen, schmaleren Chor über einen großen Spitzbogen. Dieser ist mit einem Kreuzgewölbe gedeckt und an seiner Nordseite von einer Sakristei flankiert. Die Nordfassade ist aus mittlerem, ziemlich unregelmäßigem Mauerwerksverband gebaut und außen mit zwei Strebepfeilern abgestützt. Die südliche Fassade ist von einem Anbau verborgen, der direkt an die Kirche anschließt. Es handelt sich um das ehemalige Pfarrhaus, das heute das Rathaus ist. Die westliche Fassade besteht aus verputztem Bruchstein mit Verzahnungen an Mauerecken aus Werksteinen. Die Bedachung besteht aus Hohlziegeln mit Ausnahme des Helms des aus dem Gebäude emporragenden Glockenturms, der mit Schiefer gedeckt ist. Im heutigen Mobiliar, das die Kirche heute bewahrt, gibt es keine Elemente, die aus der Zeit vor dem Ende des 18. Jahrhunderts datieren mit Ausnahme des Taufbeckens, das vermutlich aus dem 17. Jahrhundert stammt. Es ruht auf dem ehemaligen gotischen Schlussstein aus dem späten 15. oder frühen 16. Jahrhundert, der beim Einsturz des Gewölbes des Landhauses geborgen und bei der Zusammensetzung des Taufbeckens wiederverwendet wurde. Außer diesen ist der Tabernakel des nördlichen Seitenaltars aus vergoldetem Holz der älteste Ausstattungsgegenstand, der auf das Ende des Ancien Régime zurückgehen kann. Die anderen Altäre, der Beichtstuhl und der Sitz für den die Messe zelebrierenden Priester haben keine frühere Datierung als 1830. Zur gleichen Zeit bedeckte ein Maler, vielleicht der italienische Künstler Ceroni, das Gewölbe des Chors mit einem Trompe-l’œil. Die neugotische Chorschranke wurde in der zweiten Hälfte des 19. Jahrhunderts hinzugefügt. Das Langhaus birgt einen heterogene Sammlung von vier Gemälden vermutlich aus dem 18. bis zur zweiten Hälfte des 19. Jahrhunderts. Sie zeigen den heiligen Josef mit Jesuskind, den gekreuzigten Christus mit Maria Magdalena, die Taufe Jesu und Mariä Aufnahme in den Himmel. Diese und eine große Anzahl weiterer Ausstattungsgegenstände sind als nationale Kulturgüter registriert.[8]

- Schloss Juliac. Es war der Wohnsitz der Grundherren von Juliac, die ihm auch seinen Namen gaben. Juliac bezeichnete allerdings das gesamte Landgut und Beroy das eigentliche Schloss. 1327 gehörte es der Familie Pardaillan. In der Folge gelangte es in die Hände der Familie Malvins, die im Hundertjährigen Krieg sowohl dem französischen als auch dem englischen König ihre Treue schworen. Nachdem es während der Französischen Revolution als Nationalgut versteigert wurde, kaufte es Romain Bié im Jahre 1827. Zwei Tourellen mit Schießscharten flankieren den Eingang, der von Zinnen und dem Wappen von 1667 überragt wird. Romain Bié entschloss sich, den Rest des Schlosses abzureißen, der sich seit 1789 in einem schlechten Zustand befand. Das heutige Wohnhaus formt einen quadratischen Innenhof mit zwei Weinlagern, die mit Spitzbögen geöffnet sind. Diese sind vermutlich im Laufe des 19. Jahrhunderts mit Steinen aus dem abgerissenen Schloss errichtet.[9]

## Wirtschaft und Infrastruktur

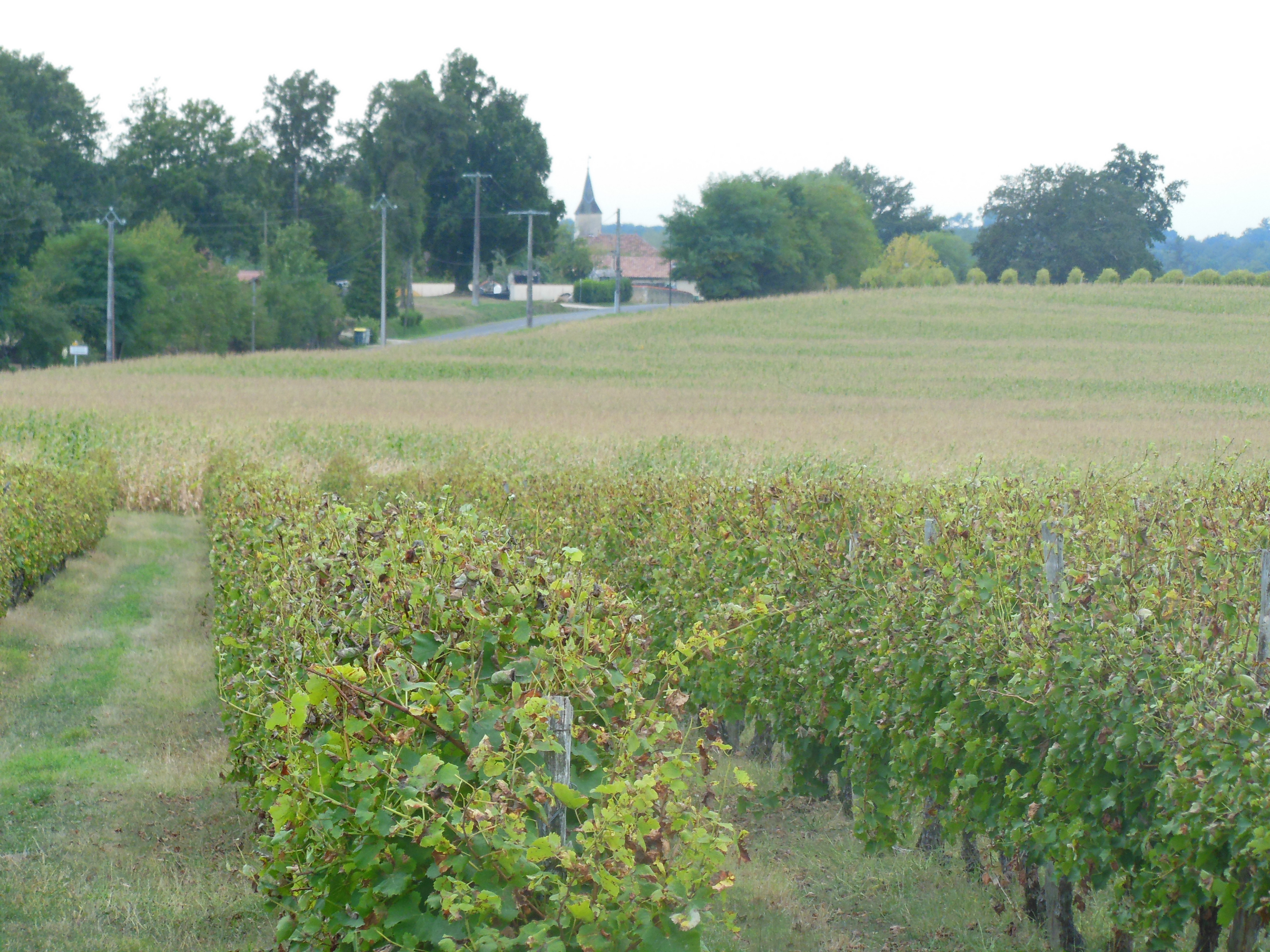
Weinberg in Betbezer-d’Armagnac

Die Haupteinnahmequelle der Gemeinde ist immer noch der hier produzierte Armagnac.
Betbezer-d’Armagnac liegt in den Zonen AOC des Armagnac (Armagnac-Ténarèze, Bas Armagnac und Haut Armagnac), des Blanche-Armagnacs, und des Floc de Gascogne, eines Likörweins.

### Sport und Freizeit
- Ein mittlerer Rundweg mit einer Länge von 16,4 km und einem Höhenunterschied von 111 m führt durch das Gebiet der Gemeinden Betbezer-d’Armagnac und Saint-Julien-d’Armagnac, vorbei an Schlössern, waldreichen Tälern und Weinbergen.[12]

- Ein anderer mittlerer Rundweg mit einer Länge von 16 km führt ohne Höhenunterschied durch das Gebiet der Gemeinden Betbezer-d’Armagnac, Labastide-d’Armagnac und Saint-Justin, ebenfalls vorbei an Schlössern, waldreichen Tälern und Weinbergen.[13]

### Verkehr
Betbezer-d’Armagnac ist erreichbar über die Routes départementales 11, 35 und 381.